# Liste der Monuments historiques in Gizaucourt
Die Liste der Monuments historiques in Gizaucourt führt die Monuments historiques in der französischen Gemeinde Gizaucourt auf.

## Liste der Objekte
| Bezeichnung | Beschreibung          | Standort                       | Kennzeichnung | Schutzstatus | Datum | Bild |
| ----------- | --------------------- | ------------------------------ | ------------- | ------------ | ----- | ---- |
| Glocke (1)  | Bronze, 1681 gegossen | in der Kirche St-Pierre (Lage) | PM51003228    | Inscrit      | 1989  |      |
| Glocke (2)  | Bronze, 1868 gegossen | in der Kirche St-Pierre (Lage) | PM51003229    | Inscrit      | 1989  |      |